# Aderus vicinus
Aderus vicinus es una especie de coleóptero de la familia Aderidae. Fue descrita científicamente por Maurice Pic en 1905.
Habita en Brasil.